# Euhemicyclium demeyeri
Euhemicyclium demeyeri är en skalbaggsart som beskrevs av Bordat 2003. Euhemicyclium demeyeri ingår i släktet Euhemicyclium och familjen Aphodiidae. Inga underarter finns listade i Catalogue of Life.